# بلوار نجات
بلوار نجات (به انگلیسی: Salvation Boulevard) فیلمی تلویزیونی محصول سال ۲۰۱۱ و به کارگردانی جرج رتیف است. در این فیلم بازیگرانی همچون پیرس برازنان، جنیفر کانلی، اد هریس، گرگ کینر، مریسا تومی، جیم گافیگان، ایزابل فورمن، کیران هایندز و یول وازکوئز ایفای نقش کرده‌اند.